# Yamaha YZF-R6

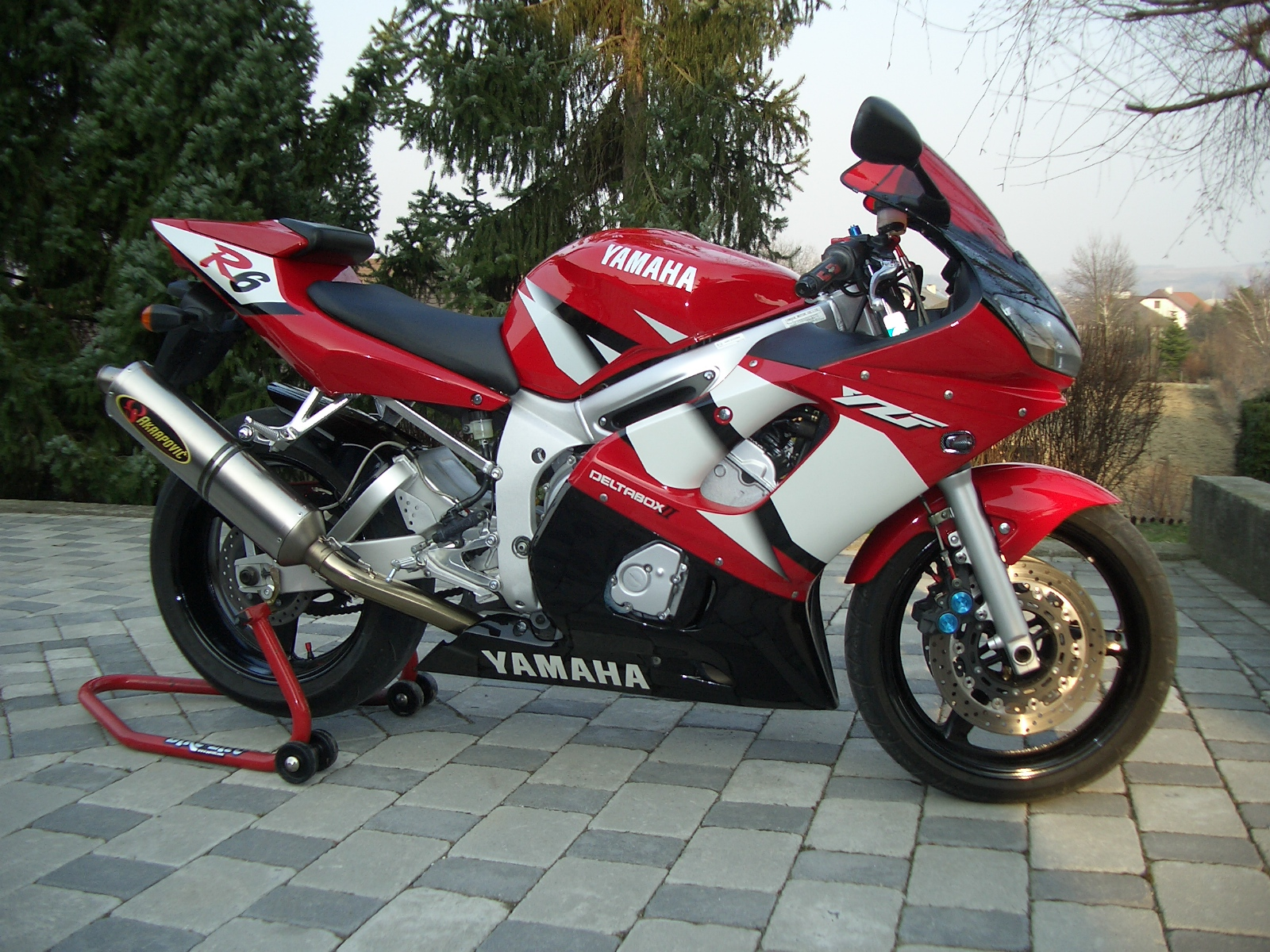
YZF-R6, årsmodell 2002, ej original ljuddämpare

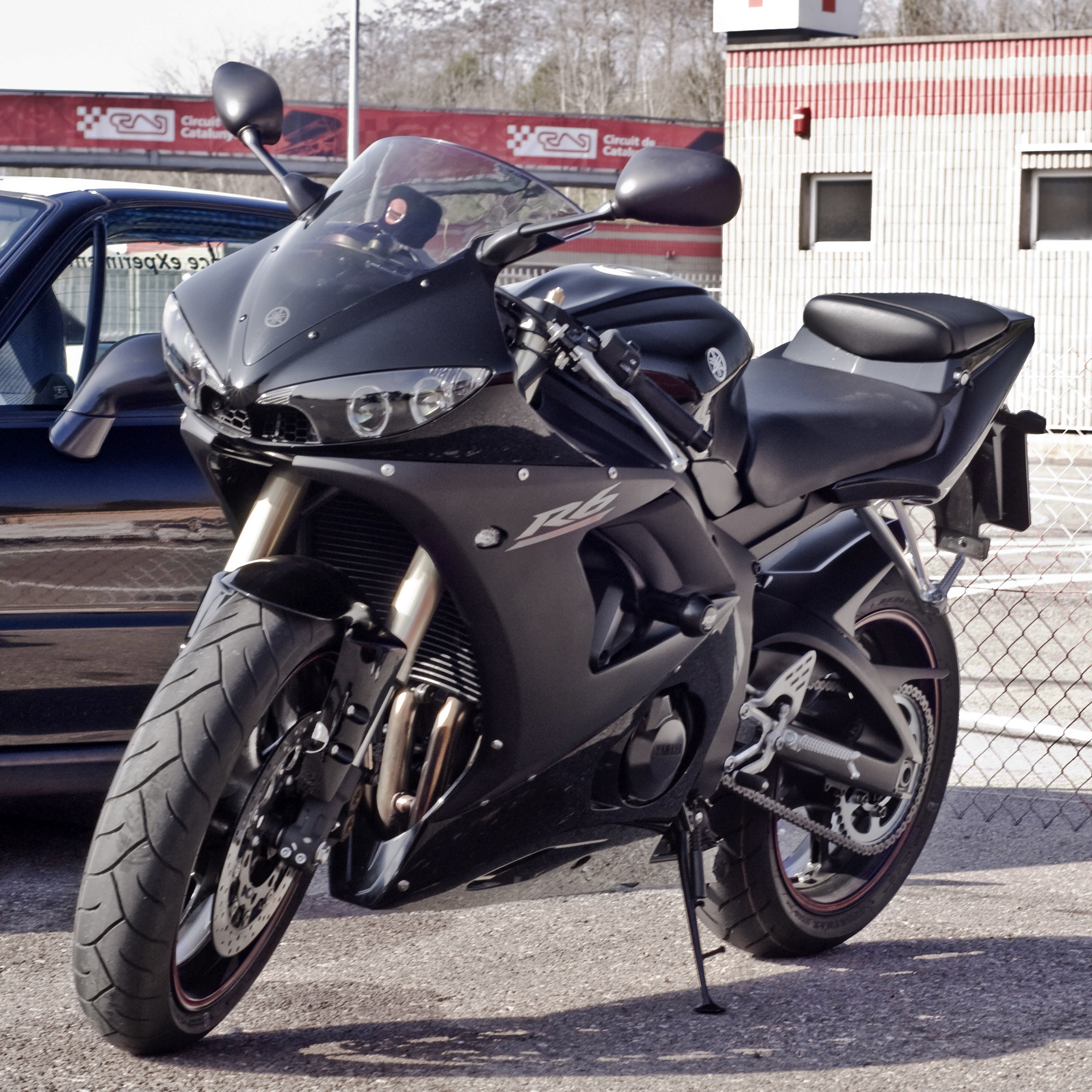
YZF-R6

Yamaha YZF-R6 är en motorcykel inom Supersportklassen från Yamaha Motor Company med en cylindervolym kring 600 cm3. Modellen introducerades i Sverige 1999 och har uppdaterats och förbättrats i omgångar under åren. De större uppdateringarna har skett; 2001, 2003, 2006 och 2008. 

## Tekniska data
|                     | 1999/2000                               | 2001/2002                               | 2003/2004                               | 2005                                            | 2006/2007                                       | 2008/2009                                       | 2010/2013                                       |
| ------------------- | --------------------------------------- | --------------------------------------- | --------------------------------------- | ----------------------------------------------- | ----------------------------------------------- | ----------------------------------------------- | ----------------------------------------------- |
| Slagvolym           | 599,8 cc                                | 599,8 cc                                | 599,8 cc                                | 599,8 cc                                        | 599,4 cc                                        | 599,4 cc                                        | 599,4 cc                                        |
| Borr x slag         | 65,5 mm x 44,5 mm                       | 65,5 mm x 44,5 mm                       | 65,5 mm x 44,5 mm                       | 65,5 mm x 44,5 mm                               | 67,0 mm x 42,5 mm                               | 67,0 mm x 42,5 mm                               | 67,0 mm x 42,5 mm                               |
| Kompression         | 12,4:1                                  | 12,4:1                                  | 12,4:1                                  | 12,4:1                                          | 12.8:1                                          | 13.1:1                                          | 13.1:1                                          |
| Effekt (Ram-Air)    | 120 hk (88,2 kW) vid 13,000 varv/min    | 120 hk (88,3 kW) vid 13,000 varv/min    | 123 hk (90,5 kW) vid 13,000 varv/min    | 126 hk (92,7 kW) vid 13,000 varv/min            | 133 hk (97,8 kW) vid 14,500 varv/min            | 129 hk (94,9 kW) vid 14,500 varv/min            | 124 hk (91,2 kW) vid 14,500 varv/min            |
| Vridmoment          | 68 Nm vid 11,500 varv/min               | 68 Nm vid 11,500 varv/min               | 68,5 Nm vid 12,000 varv/min             | 68,5 Nm vid 12,000 varv/min                     | 68 Nm vid 12,000 varv/min                       | 65,8 Nm vid 11,000 varv/min                     | 65,8 Nm vid 11,000 varv/min                     |
| Bränslesystem       | 4 st Keihin 37 mm förgasare             | 4 st Keihin 37 mm förgasare             | Insprutning                             | Insprutning                                     | Insprutning                                     | Insprutning                                     | Insprutning                                     |
| Drivning            | #532 kedja                              | #532 kedja                              | #532 kedja                              | #525 kedja                                      | #525 kedja                                      | #525 kedja                                      | #525 kedja                                      |
| Fjädring fram       | Fullt justerbar 43 mm teleskopgaffel    | Fullt justerbar 43 mm teleskopgaffel    | Fullt justerbar 43 mm teleskopgaffel    | Fullt justerbar inverterad 41 mm teleskopgaffel | Fullt justerbar inverterad 41 mm teleskopgaffel | Fullt justerbar inverterad 41 mm teleskopgaffel | Fullt justerbar inverterad 41 mm teleskopgaffel |
| Fjädring bak        | Fullt justerbar progressiv enkeldämpare | Fullt justerbar progressiv enkeldämpare | Fullt justerbar progressiv enkeldämpare | Fullt justerbar progressiv enkeldämpare         | Fullt justerbar progressiv enkeldämpare         | Fullt justerbar progressiv enkeldämpare         | Fullt justerbar progressiv enkeldämpare         |
| Bromsar fram        | 2 x 295 mm skivor, 4-kolvsok            | 2 x 295 mm skivor, 4-kolvsok            | 2 x 298 mm skivor, 4-kolvsok            | 2 x 310 mm skivor, radiella 4-kolvsok           | 2 x 310 mm skivor, radiella 4-kolvsok           | 2 x 310 mm skivor, radiella 4-kolvsok           | 2 x 310 mm skivor, radiella 4-kolvsok           |
| Bromsar bak         | 220 mm skiva, 2-kolvsok                 | 220 mm skiva, 2-kolvsok                 | 220 mm skiva, 2-kolvsok                 | 220 mm skiva, 2-kolvsok                         | 220 mm skiva, 2-kolvsok                         | 210 mm skiva, 2-kolvsok                         | 220 mm skiva, 2-kolvsok                         |
| Däck fram           | 120/60-17                               | 120/60-17                               | 120/60-17                               | 120/70-17                                       | 120/70-17                                       | 120/70-17                                       | 120/70-17                                       |
| Däck bak            | 180/55-17                               | 180/55-17                               | 180/55-17                               | 180/55-17                                       | 180/55-17                                       | 180/55-17                                       | 180/55-17                                       |
| Längd               | 2025 mm                                 | 2025 mm                                 | 2025 mm                                 | 2045 mm                                         | 2040 mm                                         | 2040 mm                                         | 2040 mm                                         |
| Sitthöjd            | 820 mm                                  | 820 mm                                  | 820 mm                                  | 830 mm                                          | 850 mm                                          | 850 mm                                          | 850 mm                                          |
| Hjulbas             | 1380 mm                                 | 1380 mm                                 | 1380 mm                                 | 1385 mm                                         | 1380 mm                                         | 1380 mm                                         | 1380 mm                                         |
| Tankrymd            | 17 liter                                | 17 liter                                | 17 liter                                | 17 liter                                        | 17,5 liter                                      | 17,3 liter                                      | 17,3 liter                                      |
| Torrvikt            | 169 kg                                  | 167,5 kg                                | 162 kg                                  | 163 kg                                          | 162 kg                                          | 166 kg                                          | -                                               |
| Våtvikt med bränsle | 194,5 kg                                | 190,1 kg                                | 190 kg                                  | 192 kg                                          | 182 kg                                          | 185 kg                                          | 189 kg                                          |

### Motor
Motor är en vätskekyld rak 4-cylindrig fyrtaktsmotor med 4 ventiler per cylinder och dubbla överliggande kamaxlar. Motorn är mycket kortslagig och därmed optimerad för att ta ut maxeffekten vid mycket höga varvtal. Motorn har en Våtsumpsmörjning där oljan delas med växellåda och koppling. Effekten och vridmomentet har ökat under åren som motorn förfinats och utvecklats.

### Transmission
R6 har en tätstegad sexstegs växellåda. Kopplingen är en flerskivig våtkoppling. Från och med 2006 har den en slirkoppling som minimerar risken för bakhjulslåsning vid hård motorbromsning. Växellåda och koppling är integrerad i motorblocket och delar smörjning med motorn.

### Chassi
Ramen är en så kallad Deltaboxkonstruktion i aluminium.
Plats för 2 personer, men kan även beställas med enkeldyna.

## Konkurrenter
I 600-klassen av roadracinginspirerade sportmotorcyklar så är samtliga de stora japanska fabrikerna med och konkurrerar, dessutom några mindre europeiska fabriker.
- Suzuki GSX-R600
- Kawasaki ZX-6R
- Honda CBR600RR
- Triumph Daytona 675
- Ducati 749 och 748, ej längre i produktion.